# Randal Kolo Muani
Randal Kolo Muani (født 5. december 1998) er en fransk professionel fodboldspiller, som spiller for Ligue 1-klubben Paris Saint-Germain og Frankrigs landshold.

## Klubkarriere

### Nantes
Kolo Muani begyndte sin karriere hos FC Nantes, hvor han gjorde sin professionelle debut i november 2018.
Han tilbragte 2019-20 sæsonen på en lejeaftale til US Boulogne.

### Eintracht Frankfurt
Det blev i marts 2022 annonceret, at Kolo Muani ville skifte til Eintracht Frankfurt efter hans kontrakt udløb hos Nantes. Skiftet fandt sted officielt i juli 2022. Han imponerede stort i sin debutsæson, da han scorede 15 mål og lavede 11 assists i sæsonen.

### Paris Saint-Germain
Kolo Muani skiftede i september 2023 til Paris Saint-Germain.

## Landsholdskarriere

### Ungdomslandshold
Kolo Muani har repræsenteret Frankrig på U/21-niveau.

### Olympiske landshold
Kolo Muani var del af Frankrigs trup til sommer-OL 2020.

### Seniorlandshold
Kolo Muani debuterede for Frankrigs landshold den 22. september 2022.

## Titler
Nantes
- Coupe de France: 1 (2021-22)

Paris Saint-Germain
- Ligue 1: 1 (2023-24)
- Coupe de France: 1 (2023-24)
- Trophée des Champions: 1 (2023)

Individuelle
- Bundesliga Sæsonens hold: 1 (2022-23)
- DFB-Pokal Topscorer: 1 (2022-23)